# 鲍灵格林 (佛罗里达州)
鲍灵格林（英語：Bowling Green），是美国佛罗里达州哈迪縣下属的一座城市。建立于1927年。面积约为3.7平方公里（约合1.4平方英里）。根据2010年美国人口普查，该市有人口2,930人。论人口在本州排行第252。